# Camera-etc

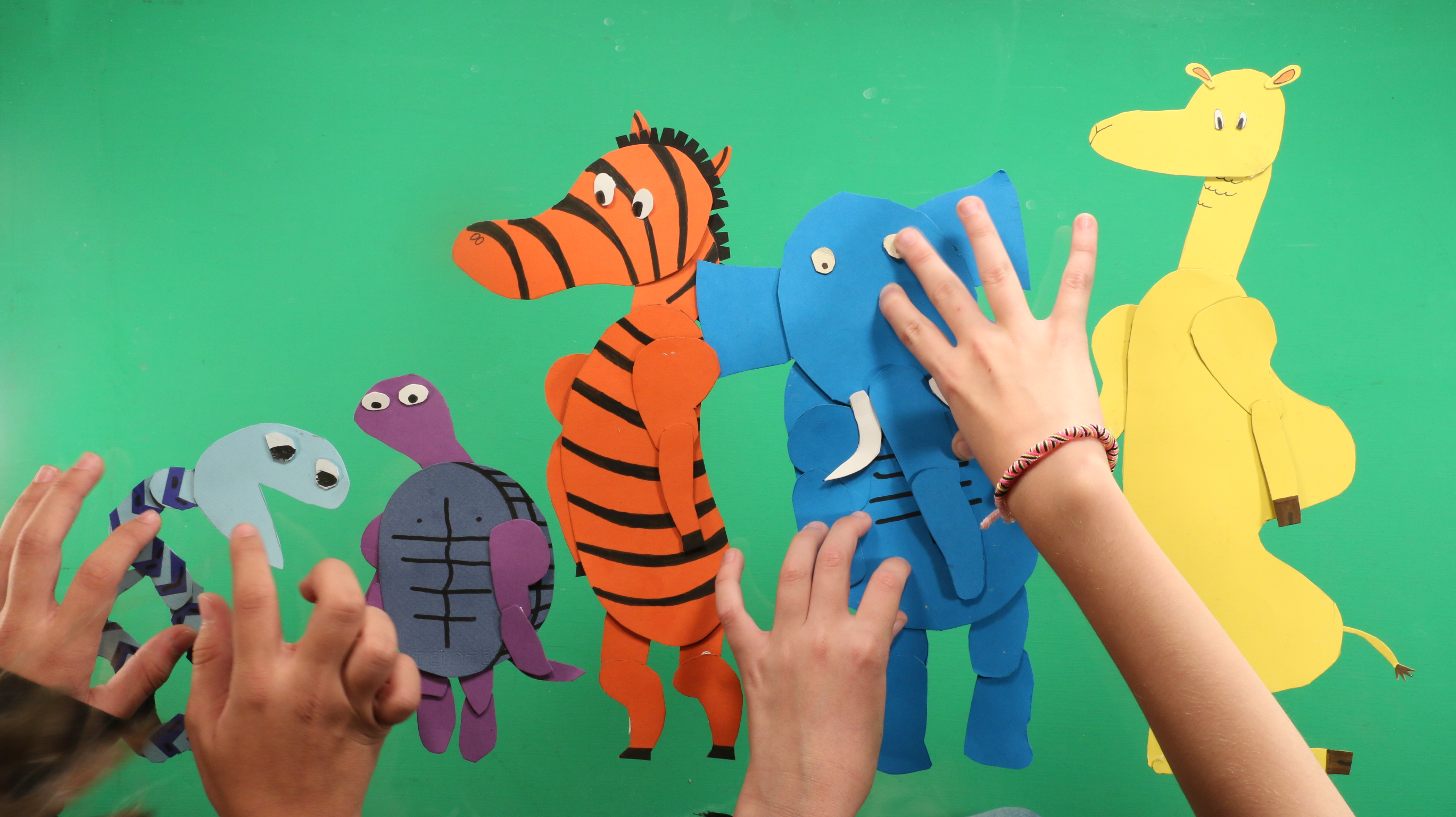
Animation en papier découpé - stage enfants.

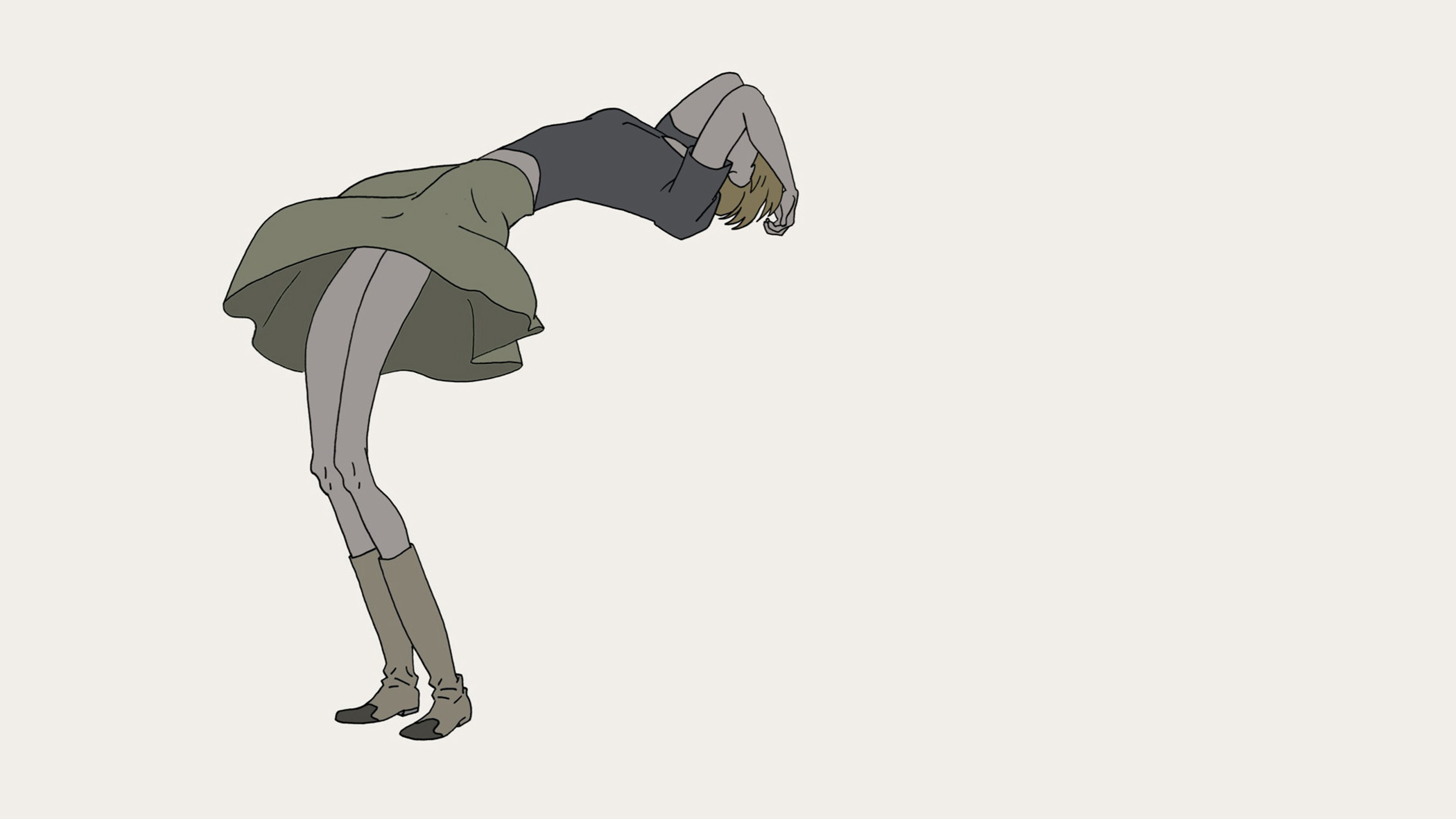
Orgesticulanismus de Mathieu Labaye (2008).

Situé à Liège en Belgique, Camera-etc est un Atelier de Production et Centre d'Expression et de Créativité consacré au cinéma d'animation en Fédération Wallonie-Bruxelles. Créé en 1979, Camera-etc produit et coproduit des courts métrages d'animation : premiers films d'auteurs émergents, films d'auteurs, réalisations collectives, films de commande.

## Description

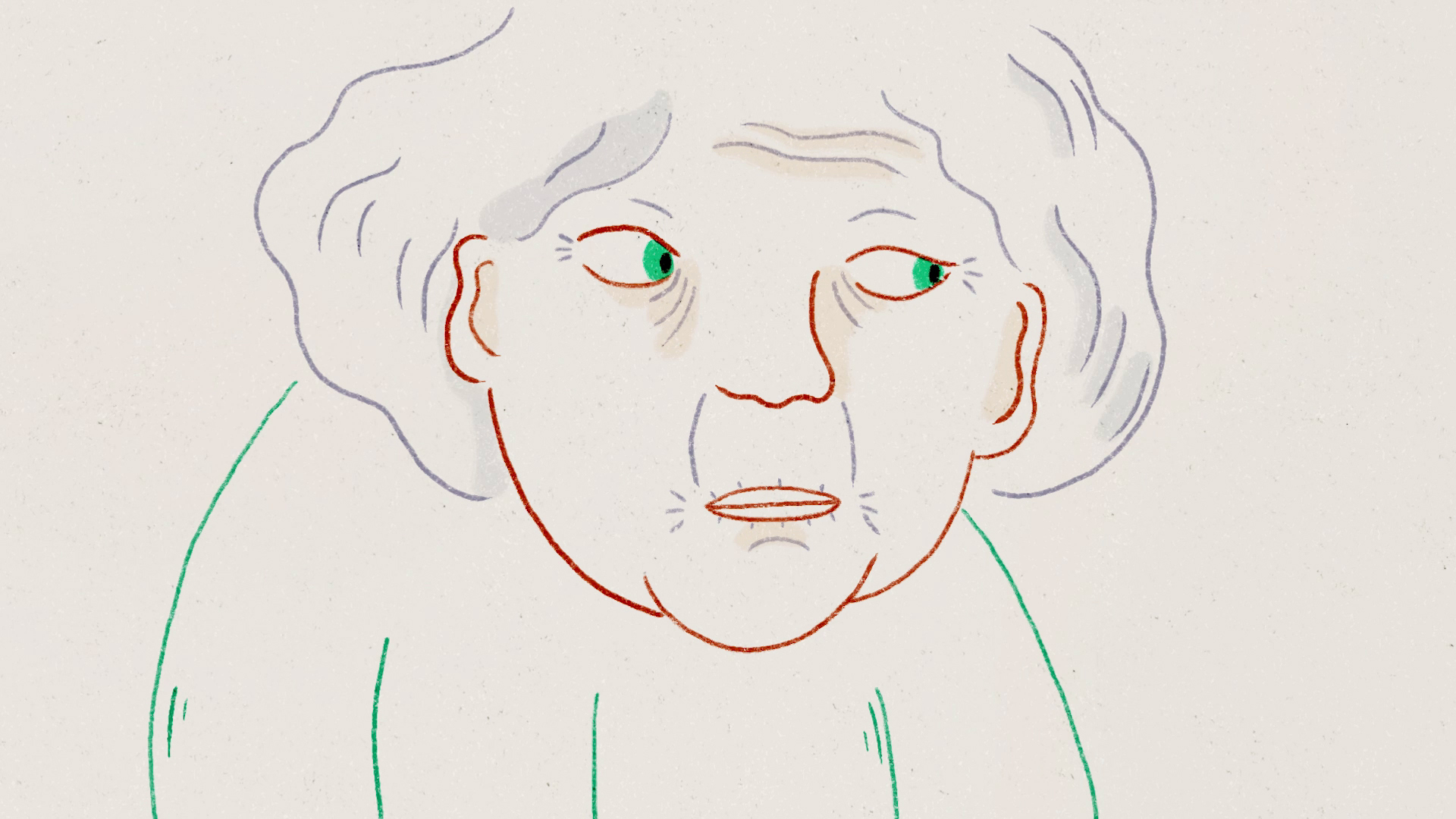
Les marrons glacés de Delphine Hermans et Michel Vandam (2022).

En tant qu'Atelier de Production, Camera-etc soutient la création professionnelle en produisant et en coproduisant des œuvres d’auteurs. L’atelier s’investit dans l’accompagnement de jeunes réalisateurs avec son appel à projets MiCROFiLM, consacré à la réalisation de premiers films. Camera-etc soutient l’écriture, la recherche graphique et formelle en accueillant des artistes en résidence dans ses studios.
En tant que Centre d’Expression et de Créativité, Camera-etc organise des ateliers participatifs pour initier enfants, jeunes et adultes à la réalisation collective de courts métrages d’animation. Camera-etc travaille également en partenariat avec d’autres structures et intervient en milieu scolaire.

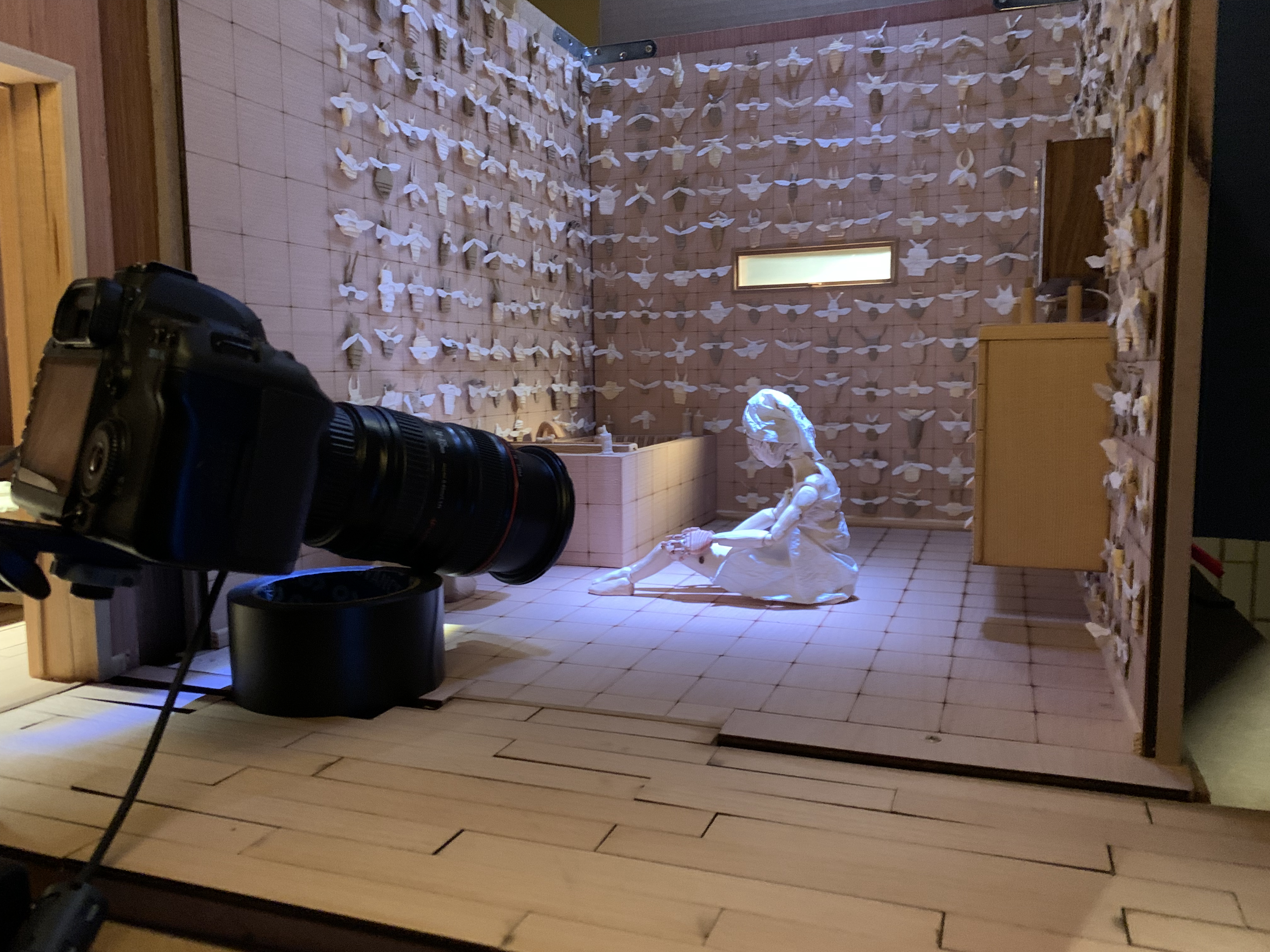
Tournage - En milles pétales de Louise Bongartz (2023).

Camera-etc réalise des projets de commande à la demande de partenaires artistiques, sociaux et culturels. De nombreux clips ont été réalisés pour la scène musicale : YEW featuring Arno, Frank Shinobi, Superlux, Dan San, The Feather, Manu Louis, Cocoon, Eosine, Sonic Tides, Cocaïne Piss... Camera-etc a notamment réalisé le clip Grandes oreilles de Matthieu Chedid, sous la direction d'Emilie Chedid.

## Filmographie
Depuis sa création en 1979, Camera-etc a produit des centaines de courts métrages d'animation. Parmi ces productions, beaucoup ont été sélectionnées et primées dans les festivals internationaux.

### Films d'auteurs (liste non exhaustive)
2005 : La poupée cassée de Louise-Marie Colon
2008 : L'enveloppe jaune de Delphine Hermans
2008 : Orgesticulanismus de Mathieu Labaye
2011 : Cogitations de Sébastien Godard, François d’Assises Ouedraogo, Arzouma Mahamadou Dieni & Moumouni Jupiter Sodré
2011 : Mateso - collectif Camera-etc
2012 : La vie sexuelle des dinosaures de Delphine Hermans
2013 : Poils de Delphine Hermans
2013 : Le labyrinthe de Mathieu Labaye

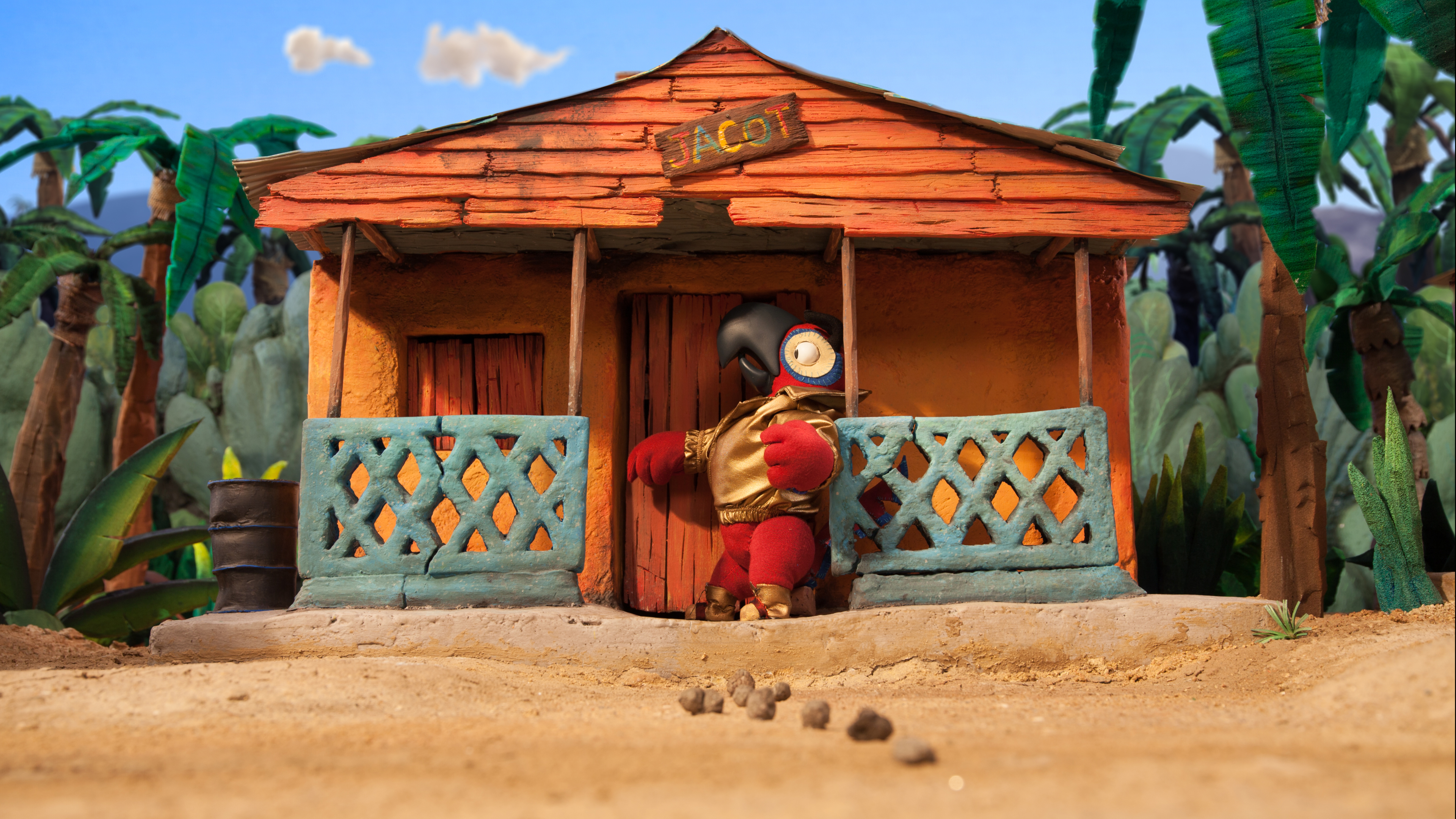
Jacotolocotoc de Thomas Secaz (2018)

2015 : Les verdines d'Antoine - collectif Camera-etc
2016 : À deux doigts de Lucie Thocaven
2017 : Le Marcheur de Frédéric Hainaut
2017 : Manolo d'Abel Ringot - en coproduction avec Cellofan', Zéro de conduite Production
2018 : Jacotolocotoc de Thomas Secaz
2018 : Blue Moon de Charlotte Dossogne
2020 : Luna Llena d'Isabel Garcia Moya

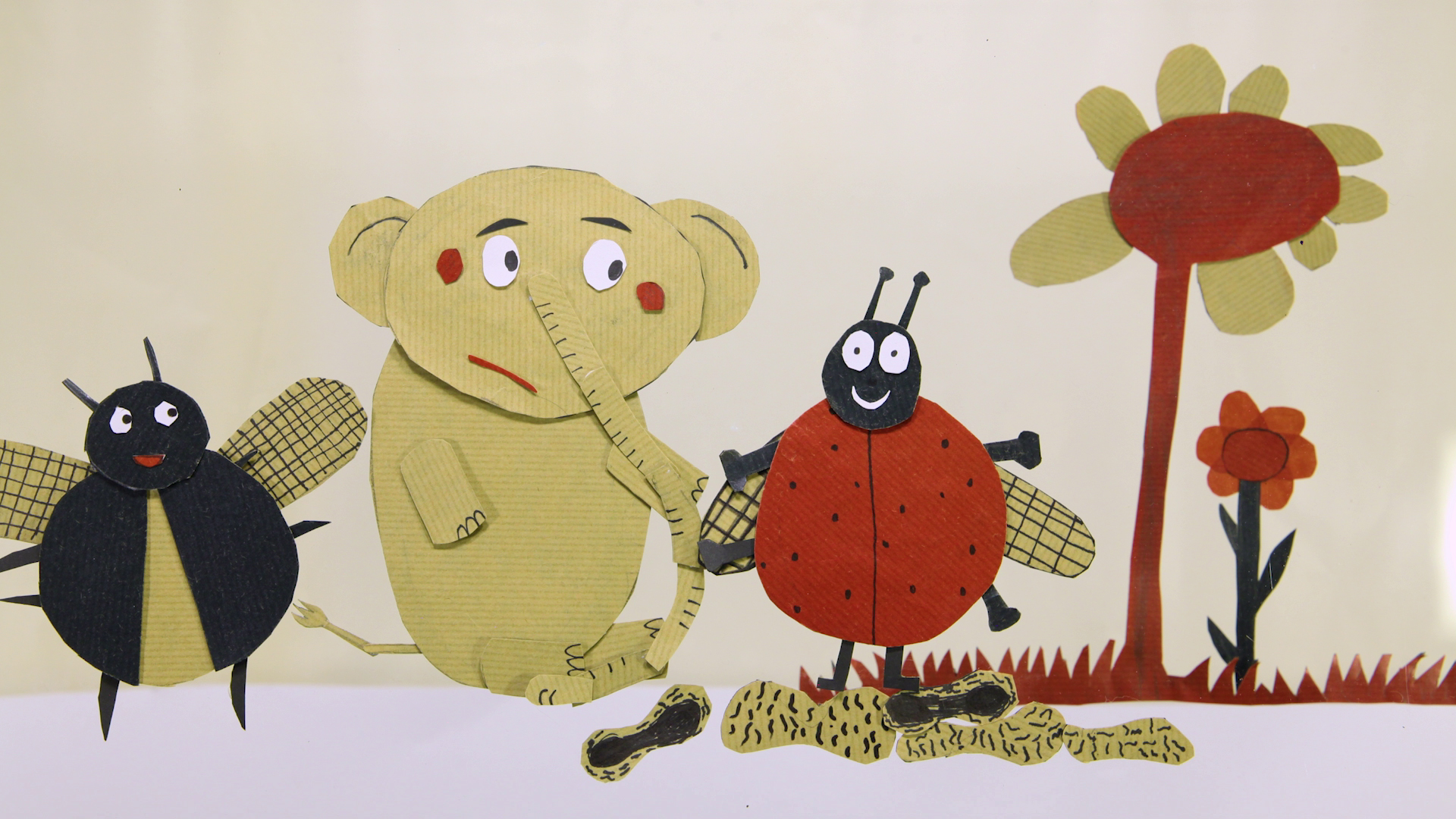
Bob le petit éléphant (2022)

2020 : Cœur Vaillant de Nastasja Caneve
2020 : Miroir de Laura Pop 
2021 : Sibériade de Nado Potom
2021 : La philosophie de la cuvette de Michèle Robin
2021 : Moshi Moshi de Jen Berger
2022 : Des mondes lointains de Frédéric Hainaut et Olivier Croufer 
2022 : Les marrons glacés de Delphine Hermans et Michel Vandam

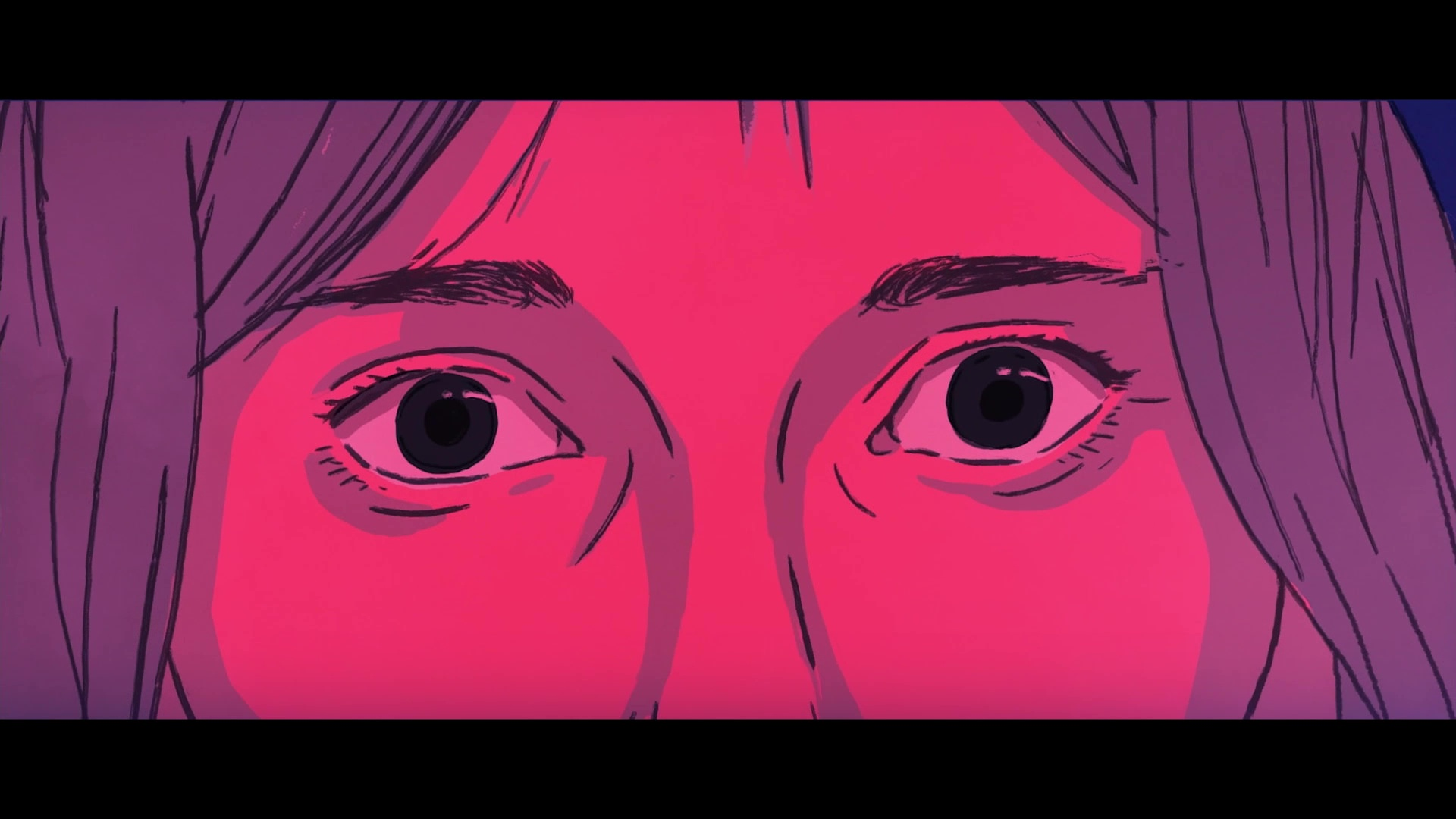
L'être clignotant de Juliette Mauduit (2022)

2022 : L'être clignotant de Juliette Mauduit - en coproduction avec White Market, Wallonie Image Production, Gsara
2023 : En mille pétales de Louise Bongartz - en coproduction avec Ozù Productions

### Réalisations collectives (liste non exhaustive)
2003 : Un monde pour Tom réalisé avec 18 enfants
2004 : Max entre ciel et terre réalisé avec 35 élèves de primaire
2008 : J'ai faim réalisé avec des enfants de 6 à 12 ans
2009 : Ad Vitam - Atelier adultes 

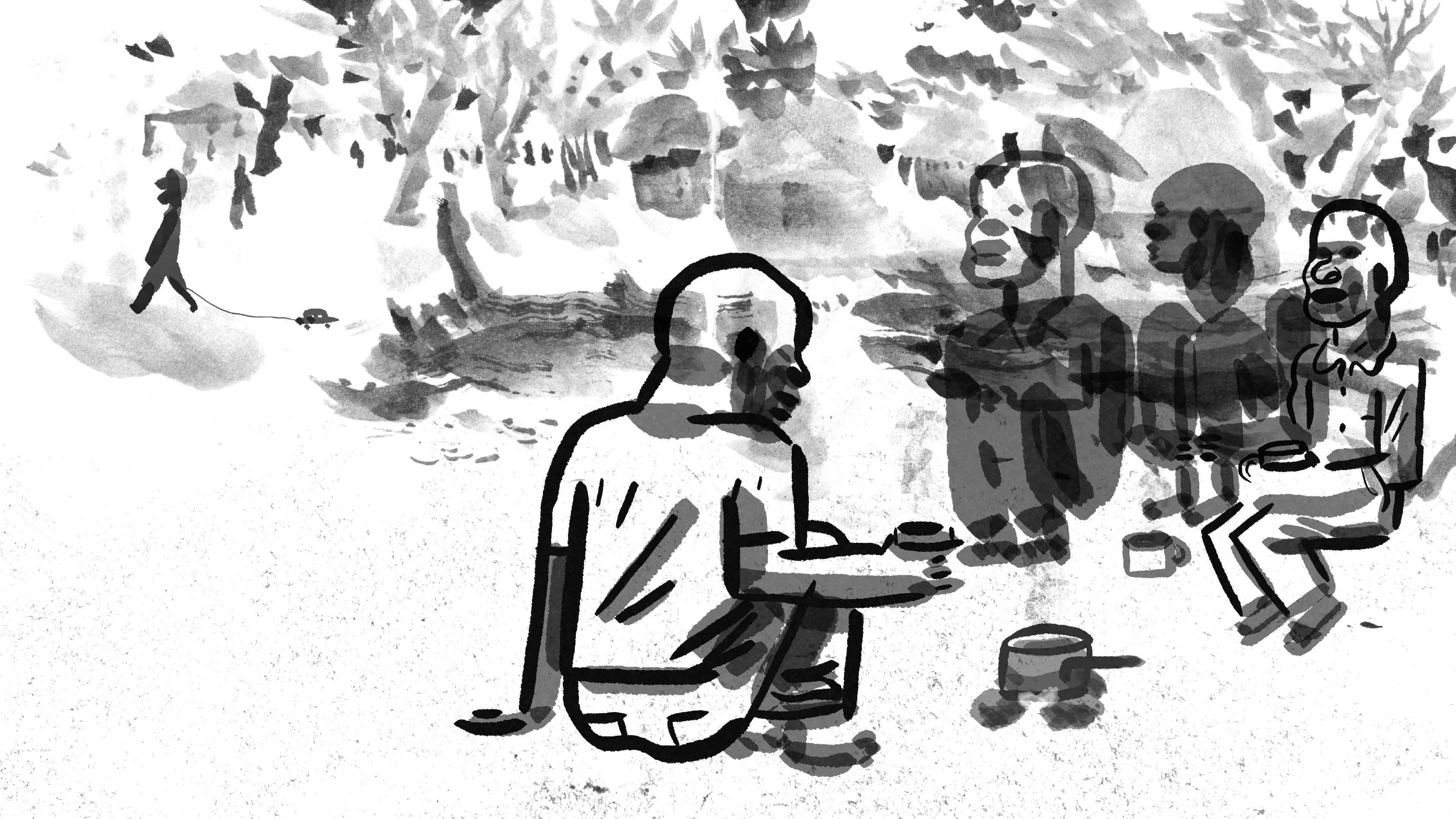
Des mondes lointains de Frédéric Hainaut et Olivier Croufer (2022)

2010 : Pas un loup réalisé avec des enfants de 6 à 9 ans
2013 : Les aventures de Yoyo réalisé avec des enfants de 6 à 9 ans
2014 : Un drôle de coco réalisé avec 22 élèves de l'école primaire St-Lambert II
2016 : Cher Papa réalisé avec 13 élèves
2016 : Les Chitoumous réalisé avec 18 enfants de 7 à 12 ans
2017 : Panique à bord réalisé avec 19 élèves
2018 : Méchant loup réalisé avec des enfants de 6 à 9 ans - musique : Bandits

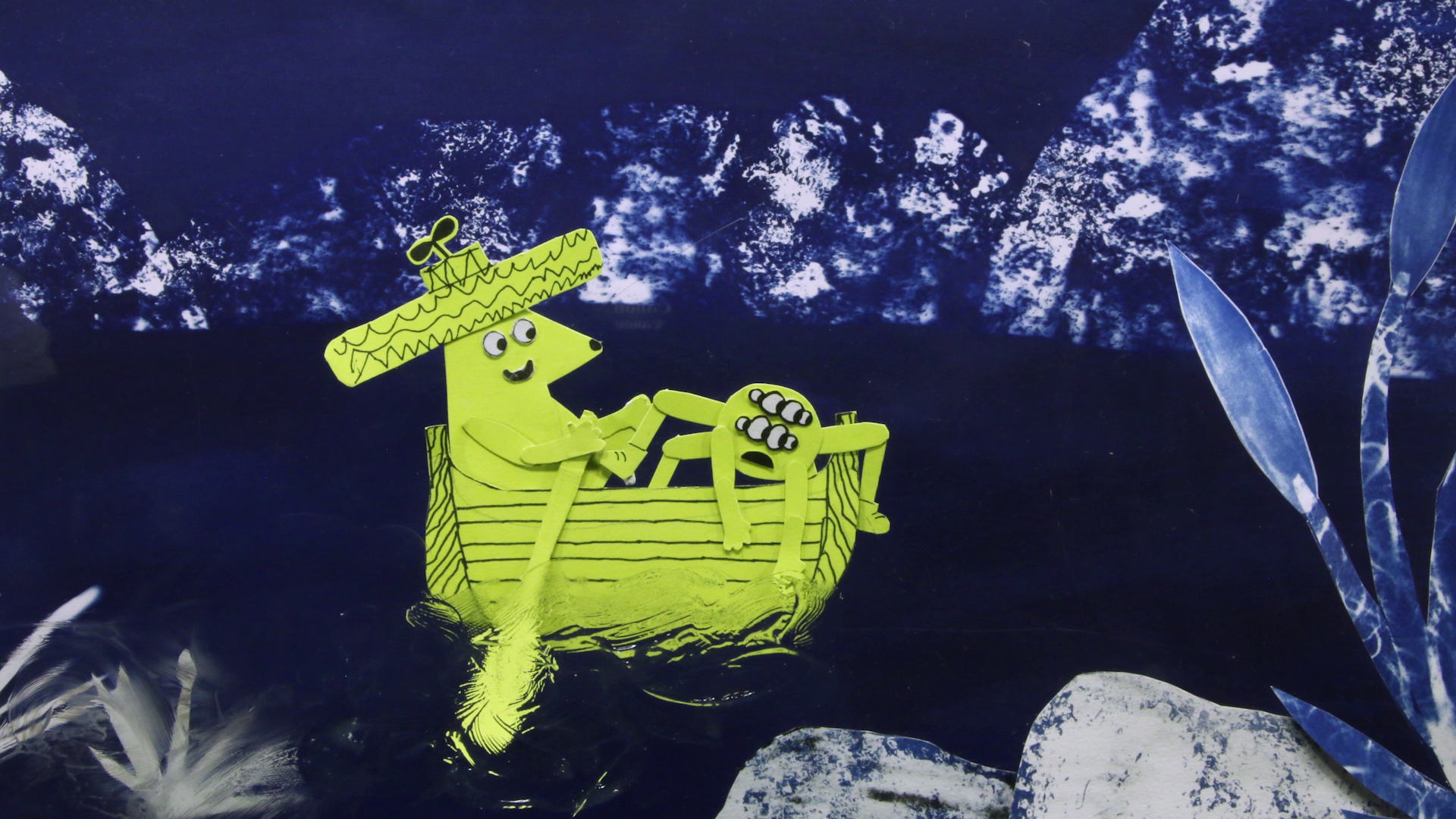
Le renard, la tortue, l'araignée et le gâteau (2021)

2018 : J'ai perdu mon papa réalisé avec 28 élèves
2019 : Banqueroute - Atelier adultes
2020 : Méga Méga Méga Méga fête réalisé avec des enfants de 6-9 ans
2020 : Le château maléfique réalisé par des élèves de l'école F. Meukens
2021 : Le renard, la tortue, l'araignée et le gâteau réalisé avec des enfants de 6 à 9 ans
2022 : Carotte réalisé avec des enfants de 8 à 12 ans
2022 : Bob le petit éléphant réalisé avec des enfants de 6 à 9 ans

### Clips (liste non-exhaustive)
2014 : Between Up and Down de Frédéric Hainaut et Simon Medard pour YEW featuring Arno
2015 : Tchouang Tseu de Mathieu Labaye pour Manu Louis

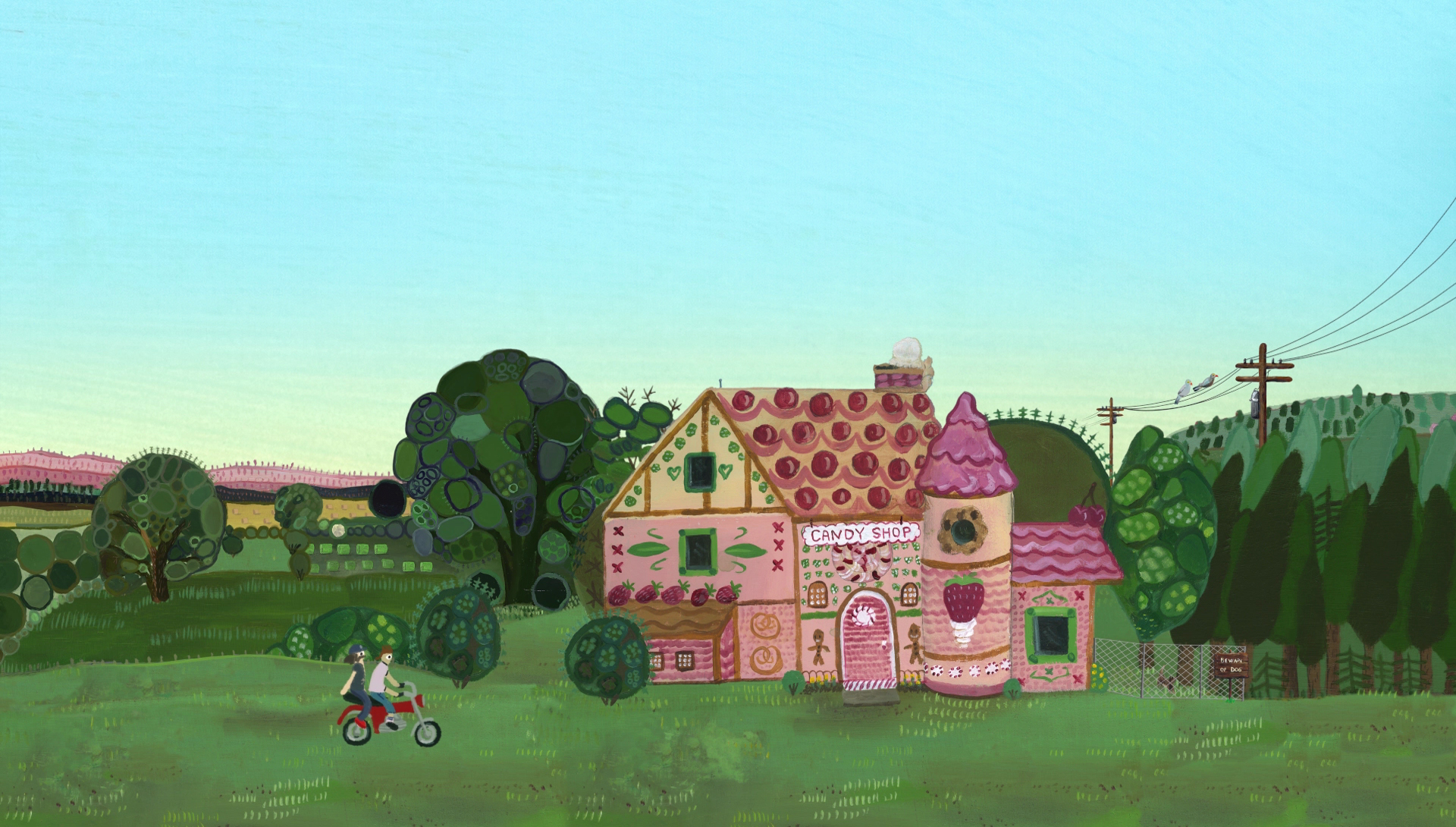
I Can't Wait, un clip de Simon Medard pour Cocoon

2016 : I Can't Wait de Simon Medard pour Cocoon
2017 : The Call de Simon Medard pour Dan San
2017 : Lagune de Hannah Letaïf et Mathieu Labaye pour JF Foliez
2019 : Président de Mathieu Labaye pour Manu Louis
2021 : Grandes oreilles  d'Emilie Chedid et Matthieu Chedid
2022 : Ciarán de Simon Medard pour Eosine
2022 : Insomnia de Simon Medard pour Sonic Tides